# Краснострельское сельское поселение
Краснострельское сельское поселение — муниципальное образование в Темрюкском районе Краснодарского края России.
В рамках административно-территориального устройства Краснодарского края ему соответствует Краснострельский сельский округ.
Административный центр — посёлок Стрелка.

## География
Краснострельское поселение находится на территории Темрюкского района, на Таманском полуострове. Территория поселения с севера и северо-запада омывается водами Старотитаровского лимана. С южной стороны поселение граничит с Анапским районом по реке Старая Кубанка.

## Население
| 2010  | 2012  | 2013  | 2014  | 2015  | 2016  | 2017  |
| ----- | ----- | ----- | ----- | ----- | ----- | ----- |
| 6841  | ↗6934 | ↗6962 | ↗6968 | ↗7064 | ↗7114 | ↗7132 |
| 2018  | 2019  | 2020  | 2021  | 2023  |       |       |
| ↗7205 | ↗7224 | ↗7288 | ↘7103 | ↗7176 |       |       |

## Населённые пункты
В состав сельского поселения (сельского округа) входят 3 населённых пункта:
| № | Населённый пункт | Тип населённого пункта | Население (чел.) |
| - | ---------------- | ---------------------- | ---------------- |
| 1 | Стрелка          | посёлок                | ↗5166            |
| 2 | Белый            | хутор                  | ↘1874            |
| 3 | Закубанский      | посёлок                | ↘0               |